# Rudi Gusnić
Rudi Gusnić (ur. 5 sierpnia 1971 roku) – serbski piłkarz, występujący na pozycji pomocnika.

## Kariera
Profesjonalną karierę zaczynał w ojczystym kraju w FK Sloga Kraljevo. Później grał w FK Čukarički. W 2002 podpisał kontrakt z Legią Warszawa. W Ekstraklasie zadebiutował w meczu z Lechem Poznań. Był to jego jedyny występ w polskiej lidze. Wrócił do FK Čukarički i tam też zakończył karierę.